# Lauren Esposito
Lauren Esposito (* 12. September 1997 in Adelaide, Australien) ist eine australische Schauspielerin, die in der Rolle der Margaret Hodgson in Conjuring 2 bekannt wurde.

## Leben
Lauren Esposito begann mit fünf Jahren im Australian Girls Choir zu singen. Sechs Jahre später ging sie mit dem Chor auf Tournee durch England, Irland und Vietnam. Sie erhielt Unterricht am Australian Institute For  Performing Arts und Adelaide Youth Theatre und hatte erste Musicalauftritte. Geboren in Adelaide, zog sie mit 14 Jahren nach Melbourne. 2016 schloss sie die Highschool ab.
Espositos Schauspielkarriere begann 2016 mit der Nebenrolle der „Cynthia“ in der dritten Staffel der australischen Dramaserie Love Child. Im gleichen Jahr erschien sie auf der großen Leinwand als „Margaret Hodgson“ in dem amerikanischen Horrorfilm Conjuring 2.

## Filmografie
- 2016: Conjuring 2 (The Conjuring 2)
- 2016: Love Child (Fernsehserie, 7 Episoden)
- 2016–2017: Carpool (Fernsehserie, 2 Episoden)
- 2019: Arctic Apocalypse
- 2019: Psycho BFF (Fernsehfilm)
- 2020: Die Goldschwimmer (Swimming for Gold)
- 2020: The Legend of the Five